# Jure Golčer
Jure Golčer, né le 12 juillet 1977 à Maribor, est un coureur cycliste slovène, professionnel entre 2001 et 2018.

## Biographie
Un contrôle révèle un niveau d'hématocrite élevé avant le Tour d'Italie 2004 et il ne peut pas prendre le départ. Il est suspendu quinze jours.
Il a été champion de Slovénie sur route en 2006.

Il participe à son premier grand tour en 2008, lors du Tour d'Italie.
Il arrête sa carrière, à l'issue de la saison 2018.

## Palmarès
- 2001
  - 3e de la Jadranska Magistrala
- 2002
  - Classement général de la Jadranska Magistrala
- 2003
  - 5e étape du Tour de Slovénie
  - 2e du Tour de Slovénie
  - 2e du Tour d'Autriche
- 2004
  - Giro d'Oro
  - 2e du Tour du Trentin
- 2006
  -  Champion de Slovénie sur route
  - Grand Prix Hydraulika Mikolasek
  - Grand Prix de la Forêt-Noire
  - 2e du Tour de Slovénie
- 2007
  - 3e du Tour d'Autriche
- 2008
  - Tour de Slovénie :
    - Classement général
    - 3e étape
- 2012
  - 3e de la Flèche du Sud
- 2013
  - 3e du championnat de Slovénie sur route
- 2015
  - 3e du Tour de Slovénie
- 2016
  - Grand Prix Izola

## Résultats sur le Tour d'Italie
2 participations
- 2008 : 32e
- 2009 : 55e

## Classements mondiaux
| Année           | 2005 | 2006 | 2007 | 2008 | 2009 | 2010 | 2011 | 2012 | 2013 | 2014 |
| --------------- | ---- | ---- | ---- | ---- | ---- | ---- | ---- | ---- | ---- | ---- |
| UCI Europe Tour | 495e | 12e  | 166e | 81e  |      | 587e | 873e | 253e | 233e | 308e |